# 壇上春清
壇上 春清（だんじょう はるきよ、1909年（明治42年）2月27日 - 1979年（昭和54年）9月13日）は和歌山県田辺市出身の童謡詩人。本名は春之助。別号を芳花、青華。
金子みすゞや島田忠夫の童謡集を出版したことでも知られる。
第16回久留島武彦賞を受賞。

## 来歴
1924年（大正13年）頃より童謡を書き始め、『赤い鳥』『童話』『金の船』（のち金の星と改題）などの雑誌に作品を発表する。
同志社高等商業学校を卒業後、1974年（昭和49年）まで外務省に勤務する。
その間、1970年（昭和45年）に季節の窓詩舎から『金子みすず童謡集　繭と墓』を発行した。同書のあとがきには「下関の商品館から投稿していた」という記述があり、これが後に金子みすゞが再発見される大きな手がかりとなった。
自作の童謡集としては、『台湾童謡集 鵝鑾鼻（がらんび）の灯台』（1965、日本歌謡芸術協会）、『色んな月』（1965、孔版児童芸術社）、『燕のおはなし』（1968、季節の窓詩舎）、『海の風と山の風』（1972）、『月と天使』（1977）がある。